# نيكولاس لي
نيكولاس لي (بالإنجليزية: Nicholas Lea)‏ هو ممثل كندي اشتهر بأداء دور توم فوز في مسلسل كايل إكس واي الذي عرض على قناة ABC family وكان المسلسل يتكون من 3 مواسم أولها عرض سنة 2006 وأخر موسم وهو الموسم الثالت عرض سنة 2009 وكان قد تألف من 10 حلقات.
وانتهى بغموض كبير في انتظار الموسم الرابع لكن القناة لم تنتج الموسم الرابع حتى الآن (حزيران 2015).

## فيلموغرافيا
- كايل إكس واي بدور توم فوز
- بيفور آي فول بدور دان كينغستون

## روابط خارجية
- نيكولاس لي على موقع IMDb (الإنجليزية)
- نيكولاس لي على موقع ألو سيني (الفرنسية)
- نيكولاس لي على موقع أول موفي (الإنجليزية)
- نيكولاس لي على موقع قاعدة بيانات الأفلام السويدية (السويدية)
- نيكولاس لي على موقع إن إن دي بي (الإنجليزية)
- نيكولاس لي على موقع قاعدة بيانات الفيلم (الإنجليزية)
- نيكولاس لي على موقع كينوبويسك (الروسية)